# Sibio-Bio (Dolok)
Sibio-Bio is een bestuurslaag in het regentschap Padang Lawas Utara van de provincie Noord-Sumatra, Indonesië. Sibio-Bio telt 255 inwoners (volkstelling 2010).